# Qualificazioni al Campionato CONCACAF 1965
Sono elencate di seguito le date e i risultati per le qualificazioni al Campionato CONCACAF 1965.

## Formula
14 membri CONCACAF: 6 posti disponibili perla fase finale. Guatemala (come paese ospitante) e Costa Rica (come campione in carica) sono qualificati direttamente alla fase finale. Rimangono 12 squadre per 4 posti disponibili per la fase finale. Le squadre e i posti disponibili sono suddivisi in tre zone di qualificazione: Nord America (1 posto), Centro America (1 posto), Caraibi (2 posti).
- Zona Nord America: 2 squadre, giocano partite di andata e ritorno, la vincente si qualifica alla fase finale.
- Zona Centro America: 4 squadre, giocano partite di sola andata, la prima classificata si qualifica alla fase finale.
- Zona Caraibi: 6 squadre, giocano partite di sola andata, le prime due classificate si qualificano alla fase finale.

## Controversie
Pochi mesi prima della manifestazione, la CONCACAF ha cambiato le date della fase finale in Guatemala, anticipandola di un mese. Ciò ha lasciato troppo poco tempo per adattare la fase di qualificazione in un calendario che a sua volta era già occupato nello stesso periodo dalle qualificazioni al campionato mondiale di calcio 1966.
A gennaio diversi delegati delle federazioni caraibiche si incontrarono durante le partite di qualificazione al mondiale di calcio (che si tenevano in Giamaica), e stilarono una proposta al comitato esecutivo della CONCACAF: Messico e Stati Uniti si sarebbero aggiunti alle squadre della zona centroamericana per avere un gruppo più bilanciato, con la qualificazione delle prime due classificate; la fase finale in Guatemala sarebbe stata riportata alle date originali (dal 25 aprile al 9 maggio) così ci sarebbe stato sufficiente tempo per giocare le partite delle rispettive zone.
La CONCACAF non rispose alla proposta, rigettandola implicitamente, così Giamaica Rep. Dominicana e Trinidad e Tobago si ritirarono dalla competizione. Per le tre squadre restanti della zona caraibica (Antille Olandesi, Cuba e Haiti) era programmato che si sarebbe giocato un triangolare in Curaçao dal 14 marzo, ma pochi giorni prima il Guatemala (che avrebbe ospitato la manifestazione) annunciò che non sarebbe stato accordato il visto d'ingresso ai giocatori di Cuba e conseguentemente che sarebbero stati esclusi dalla fase finale. Alla luce di ciò, il comitato esecutivo della CONCACAF stabilì che Cuba non avrebbe partecipato nemmeno alle qualificazioni, quindi Antille Olandesi e Haiti si qualificarono direttamente alla fase finale.

## Zona Nord America
|  | Messico | – | Stati Uniti |  |

|  | Stati Uniti | – | Messico |  |

Stati Uniti si ritira, Messico si qualifica alla fase finale.

## Zona Centro America
| Arbitro: | Estrada |

|                                    |           |  |
| González 51’, 69’, 84’ Barraza 60’ | Marcatori |  |

| Arbitro: | Arriaga |

|                       |           |  |
| Jirón 36’ Barrios 87’ | Marcatori |  |

| Arbitro: | Corado |

|                                  |           |              |
| Monge 33’ Méndez 48’ Lievano 90’ | Marcatori | 84’ Castillo |

| Pos | Squadra     | P.ti     | G        | V        | N        | P        | GF       | GS       | DR       |
| --- | ----------- | -------- | -------- | -------- | -------- | -------- | -------- | -------- | -------- |
| 1   | El Salvador | 4        | 2        | 2        | 0        | 0        | 7        | 1        | +6       |
| 2   | Nicaragua   | 2        | 2        | 1        | 0        | 1        | 2        | 4        | -2       |
| 3   | Honduras    | 0        | 2        | 0        | 0        | 2        | 1        | 5        | -4       |
| -   | Panama      | Ritirato | Ritirato | Ritirato | Ritirato | Ritirato | Ritirato | Ritirato | Ritirato |

Panama si ritira, El Salvador si qualifica alla fase finale.

## Zona Caraibi
Giamaica, Rep. Dominicana e Trinidad e Tobago si ritirano, Cuba viene squalificato, Antille Olandesi e Haiti si qualificano alla fase finale.